# Vesly (Eure)
Pour l’article homonyme, voir Vesly (Manche).
Vesly est une commune française située dans le département de l'Eure, en région Normandie.

## Géographie
Au pays du Vexin normand, dans une plaine à vocation agricole (la carte de Cassini indique déjà une zone peu boisée), les sols de la commune sont essentiellement tournés vers la culture de la betterave (la sucrerie d'Étrépagny est à moins de 10 km) et des céréales, à l'exception du versant de la colline tourné vers le nord où s'étale le village, on trouve là un peu de bois et de pâturages (Côte Saint-Thomas, bois de l'Oseraie).
Sans hameau rattaché, l'habitat est regroupé en une seule agglomération qui a su garder, malgré des rues largement ouvertes, le charme de son passé, des ruelles nommées ici « sentes » circulent entre les jardins et les murs en pierre du pays, comme la « sente des jardins de la Marette ». Au hasard de ces rues, on peut apercevoir nombre d'édifices anciens ; plusieurs maisons, l'ancien presbytère, l'ancien prieuré, deux manoirs et deux châteaux sont répertoriés… L'église et la mairie sont au cœur du village, un peu à l'écart de l'importante route départementale qui relie Vernon à Gisors et qui traverse le village sur un axe est-ouest. Un café-tabac-journaux propose un dépôt de pain, une boulangerie a fermé fin 2022. La commune dispose d'une école de cinq classes, d'une bibliothèque, d'une salle des fêtes et d'équipements sportifs.

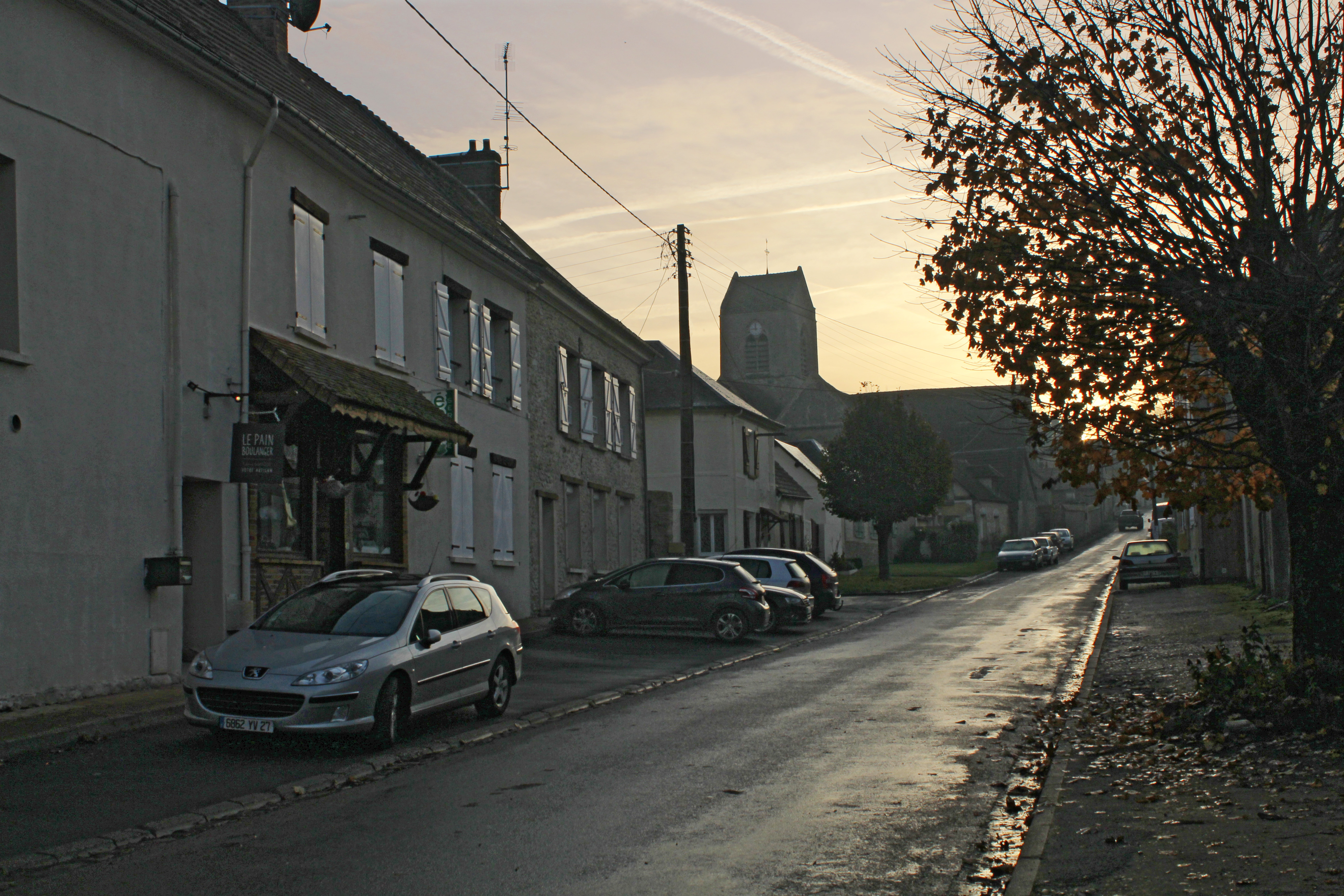
Rue de l'Église.
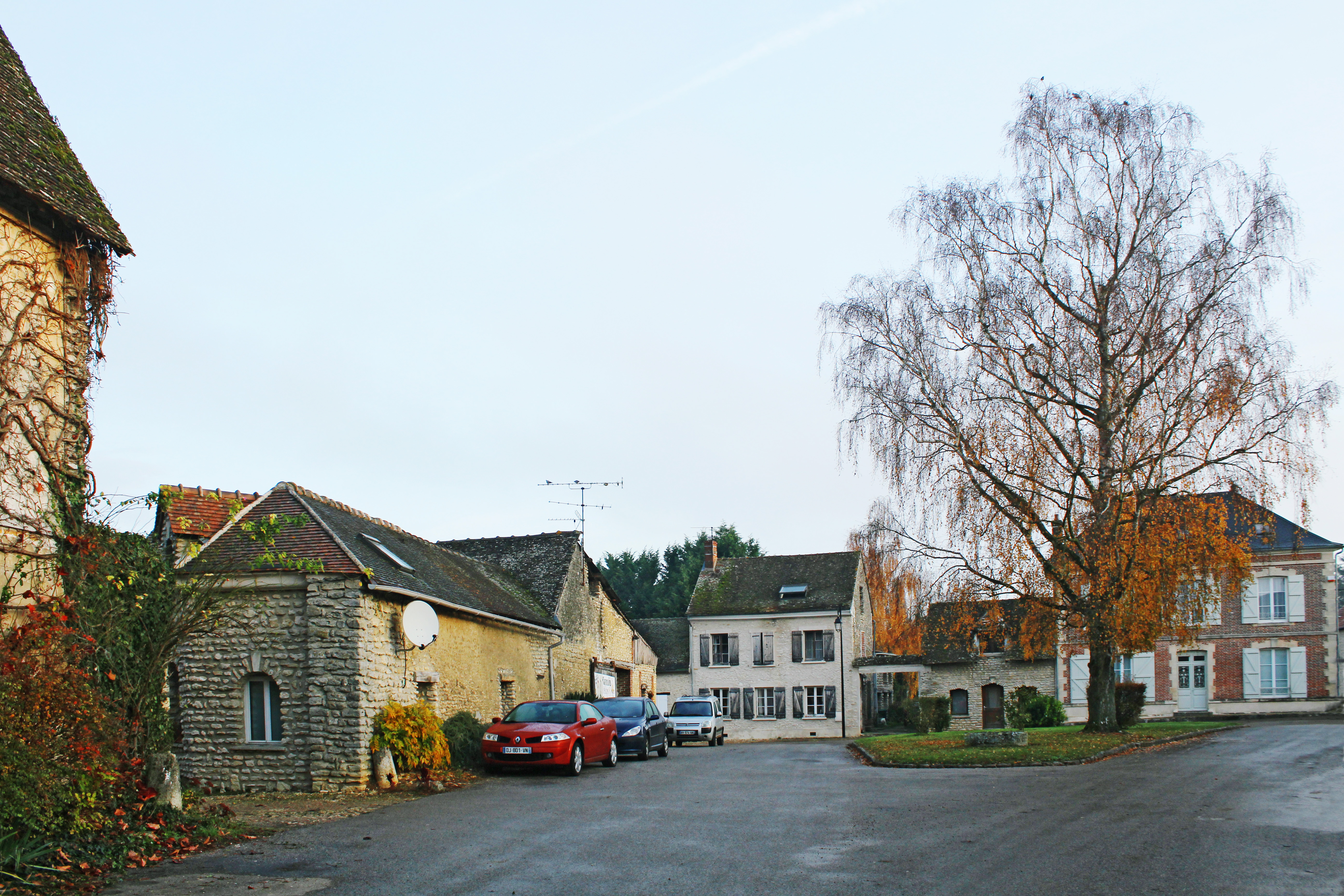
Place du Carrouge.

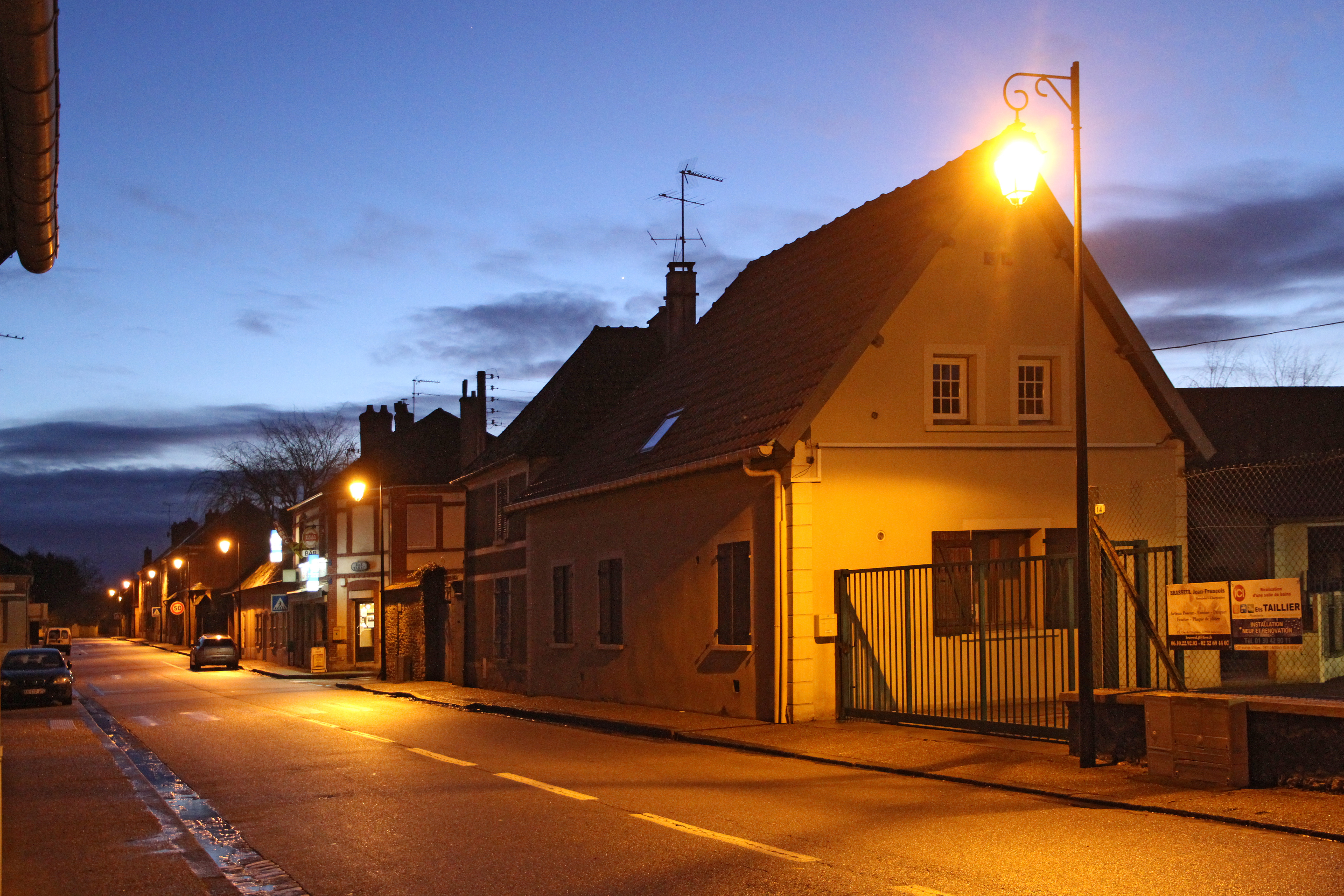
Route départementale de Gisors à Vernon.
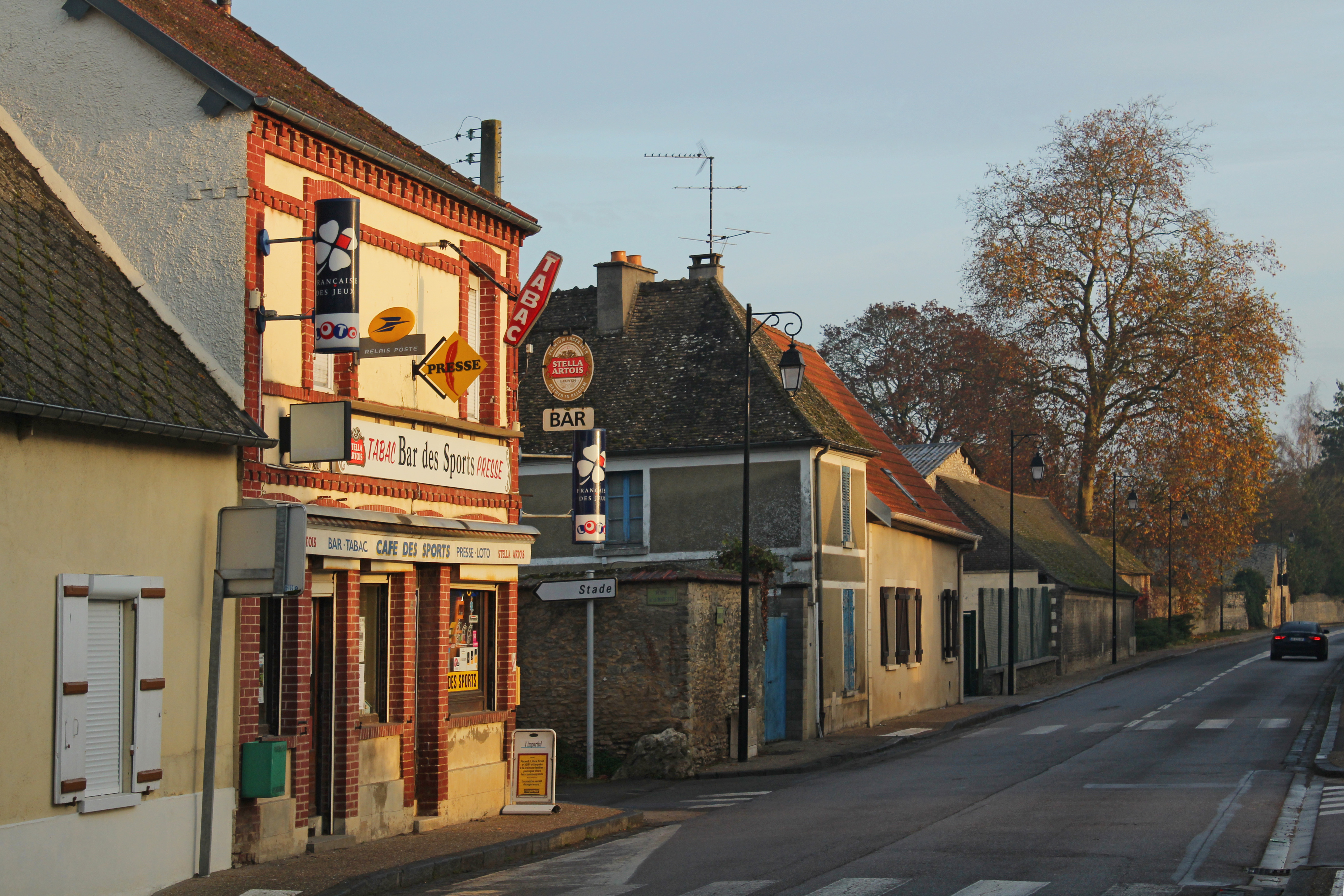
Route départementale de Vernon à Gisors.

### Hydrographie
La commune est située dans le bassin Seine-Normandie. Elle n'est drainée par aucun cours d'eau,.

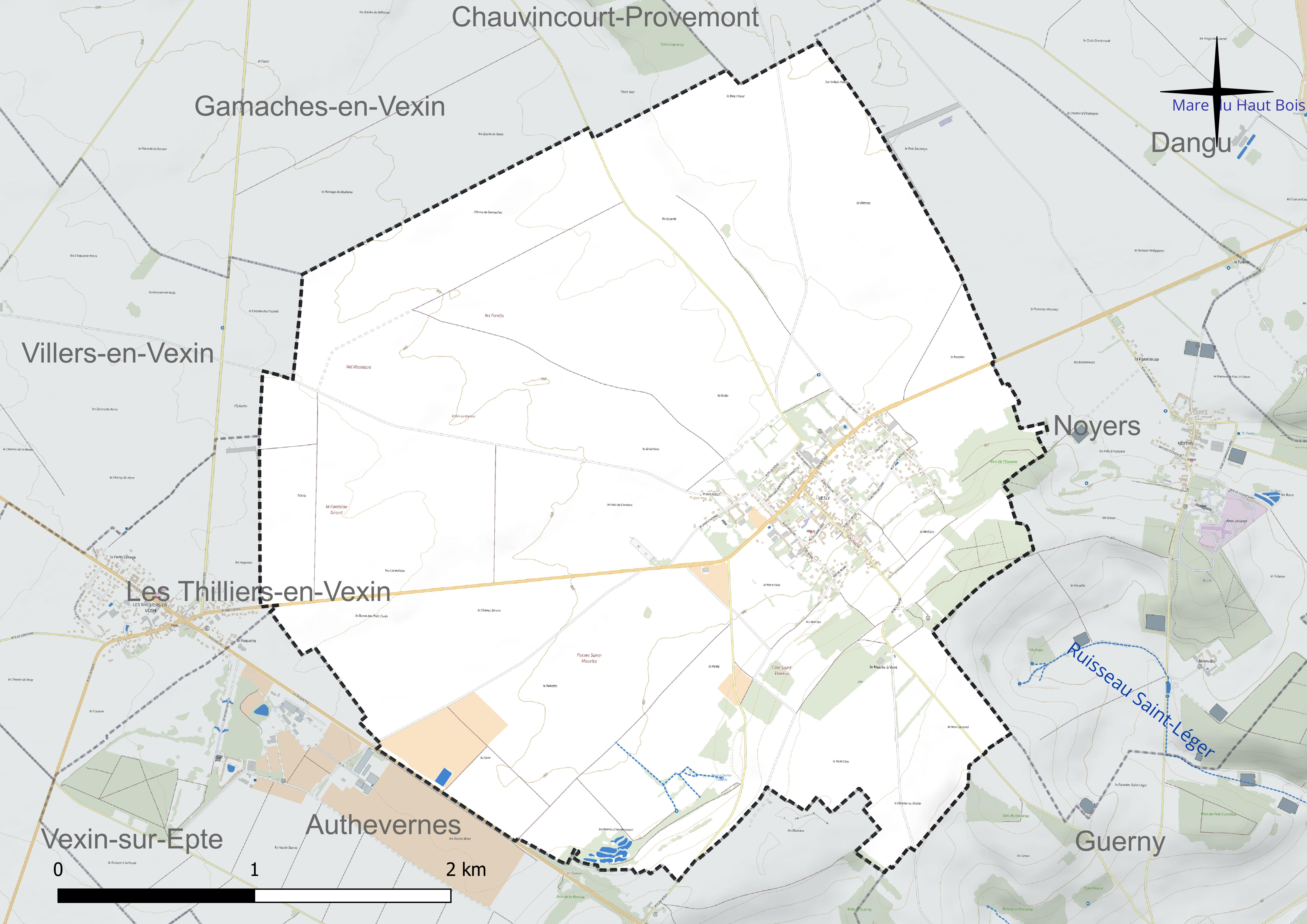
Réseau hydrographique de Vesly.

### Climat
Pour des articles plus généraux, voir Climat de la Normandie et Climat de l'Eure.
En 2010, le climat de la commune est de type climat océanique dégradé des plaines du Centre et du Nord, selon une étude du CNRS s'appuyant sur une série de données couvrant la période 1971-2000. En 2020, Météo-France publie une typologie des climats de la France métropolitaine dans laquelle la commune est exposée à un climat océanique et est dans la région climatique  Sud-ouest du bassin Parisien, caractérisée par une faible pluviométrie, notamment au printemps (120 à 150 mm) et un hiver froid (3,5 °C). Parallèlement le GIEC normand, un groupe régional d’experts sur le climat, différencie quant à lui, dans une étude de 2020, trois grands types de climats pour la région Normandie, nuancés à une échelle plus fine par les facteurs géographiques locaux. La commune est, selon ce zonage, exposée à un « climat des plateaux abrités », correspondant aux plaines agricoles de l’Eure, avec une pluviométrie beaucoup plus faible que dans la plaine de Caen en raison du double effet d’abri provoqué par les collines du Bocage normand et par celles qui s’étendent sur un axe du Pays d'Auge au Perche.
Pour la période 1971-2000, la température annuelle moyenne est de 10,9 °C, avec  une amplitude thermique annuelle de 14,5 °C. Le cumul annuel moyen de précipitations est de 752 mm, avec 11,6 jours de précipitations en janvier et 8,1 jours en juillet. Pour la période 1991-2020, la température moyenne annuelle observée sur la station météorologique la plus proche, située sur la commune d'Étrépagny à 8 km à vol d'oiseau, est de 11,3 °C et le cumul annuel moyen de précipitations est de 774,0 mm,. Pour l'avenir, les paramètres climatiques de la commune estimés pour 2050 selon différents scénarios d’émission de gaz à effet de serre sont consultables sur un site dédié publié par Météo-France en novembre 2022.

## Urbanisme

### Typologie
Au 1er janvier 2024, Vesly est catégorisée bourg rural, selon la nouvelle grille communale de densité à 7 niveaux définie par l'Insee en 2022.
Elle est située hors unité urbaine. Par ailleurs la commune fait partie de l'aire d'attraction de Paris, dont elle est une commune de la couronne,. 

### Occupation des sols

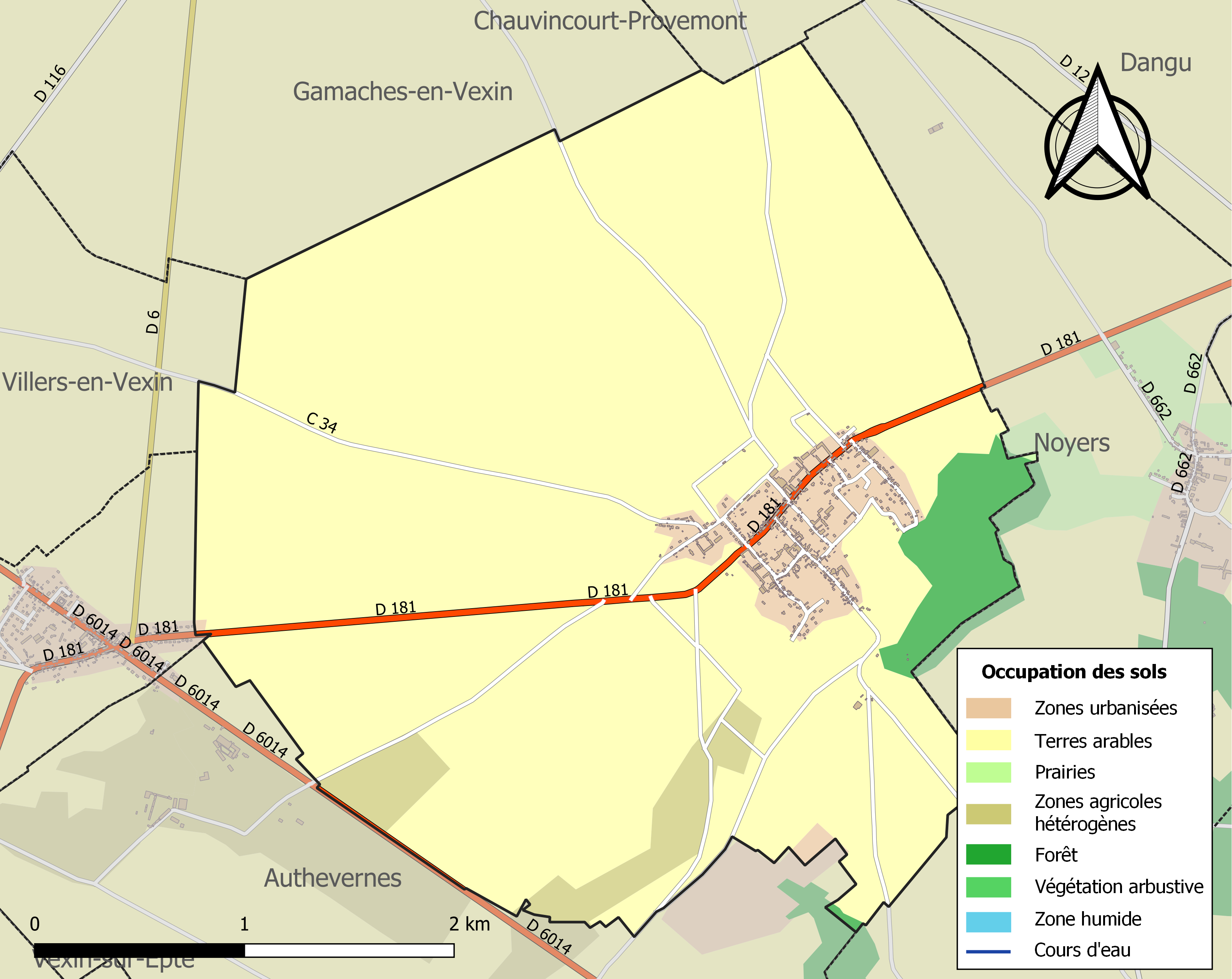
Carte des infrastructures et de l'occupation des sols de la commune en 2018 (CLC).

L'occupation des sols de la commune, telle qu'elle ressort de la base de données européenne d’occupation biophysique des sols Corine Land Cover (CLC), est marquée par l'importance des territoires agricoles (91,5 % en 2018), une proportion sensiblement équivalente à celle de 1990 (91,8 %). La répartition détaillée en 2018 est la suivante : 
terres arables (87,7 %), zones urbanisées (4,8 %), zones agricoles hétérogènes (3,8 %), forêts (3,5 %), mines, décharges et chantiers (0,2 %).
L'IGN met par ailleurs à disposition un outil en ligne permettant de comparer l’évolution dans le temps de l’occupation des sols de la commune (ou de territoires à des échelles différentes). Plusieurs époques sont accessibles sous forme de cartes ou photos aériennes : la carte de Cassini (XVIIIe siècle), la carte d'état-major (1820-1866) et la période actuelle (1950 à aujourd'hui).

## Toponymie
Le nom de la localité est attesté sous les formes Verliacum au XIe siècle (cartulaire de Marmoûtier), Verli en 1216 (charte du prieuré de Vesly), Velliacum en 1282 (cartulaire de Mortemer), Velly en 1722 (Masseville), Vely en 1738 (Saas), Veli-sous-Dangu en 1828 (Louis Du Bois).
Verliacum aurait pour origine la racine celtique vael : « source ou fontaine ». La forme Vesly date du XIIIe siècle.

## Politique et administration
| Période                                  | Période                       | Identité            | Étiquette | Qualité                                                                                         |
| ---------------------------------------- | ----------------------------- | ------------------- | --------- | ----------------------------------------------------------------------------------------------- |
| Les données manquantes sont à compléter. |                               |                     |           |                                                                                                 |
| 1842                                     |                               | Jean-Louis Guesnier |           |                                                                                                 |
| Les données manquantes sont à compléter. |                               |                     |           |                                                                                                 |
|                                          | 2008                          | Henri Duval         |           | Retraité                                                                                        |
| mars 2008                                | En cours (au 15 juillet 2020) | Annie Lefèvre       | SE        | Brocantrice Vice-présidente de la CC du Vexin Normand (2017 → ) Réélue pour le mandat 2020-0026 |

## Démographie
| 1793 | 1800 | 1806 | 1821 | 1831 | 1836 | 1841 | 1846 | 1851 |
| ---- | ---- | ---- | ---- | ---- | ---- | ---- | ---- | ---- |
| 632  | 676  | 631  | 621  | 630  | 608  | 595  | 576  | 564  |

| 1856 | 1861 | 1866 | 1872 | 1876 | 1881 | 1886 | 1891 | 1896 |
| ---- | ---- | ---- | ---- | ---- | ---- | ---- | ---- | ---- |
| 595  | 628  | 664  | 664  | 619  | 647  | 633  | 625  | 612  |

| 1901 | 1906 | 1911 | 1921 | 1926 | 1931 | 1936 | 1946 | 1954 |
| ---- | ---- | ---- | ---- | ---- | ---- | ---- | ---- | ---- |
| 601  | 605  | 577  | 519  | 514  | 488  | 486  | 477  | 470  |

| 1962 | 1968 | 1975 | 1982 | 1990 | 1999 | 2005 | 2006 | 2010 |
| ---- | ---- | ---- | ---- | ---- | ---- | ---- | ---- | ---- |
| 451  | 444  | 411  | 459  | 538  | 620  | 641  | 639  | 685  |

| 2015 | 2020 | 2022 | - | - | - | - | - | - |
| ---- | ---- | ---- | - | - | - | - | - | - |
| 672  | 639  | 621  | - | - | - | - | - | - |

## Culture locale et patrimoine

### Lieux et monuments
- Église Saint-Maurice,  Inscrite MH (2007) au titre des monuments historiques[22],[23]
Caractérisée par son plan en forme de croix de Lorraine version historique (à deux barres égales), l'église Saint-Maurice dispose de deux transepts, l'oriental du XIIIe siècle et l'occidental du XVIe siècle ; l'église étant inscrite dans un enclos paroissial et de ce fait ne pouvant guère être allongée, peut-être le second transept a-t-il été ajouté pour agrandir la surface sur la largeur de l'édifice. La nef du XIIe siècle débute sur une simple façade à pignon et se termine sur un chevet plat sans abside. L'église abrite une importante statuaire à titre d'objet classée aux monuments historiques en 1944 et 1974[24] : saint Maurice à qui elle est dédiée, sainte Agathe, plusieurs représentations de la Vierge… Une association locale créée en 2002[25] a soutenu l'inscription patrimoniale des bâtiments et de l'enclos, qui est intervenue en 2007; elle a aussi pu faire réaliser les travaux de restauration qui devenaient nécessaires et qui ont reçu en 2008 la bénédiction de l'évêque d'Évreux[Note 4], venu également pour honorer la mémoire de l'abbé Otter, historien du village de Vesly (où il fut curé de 1908 à 1921) et des villages voisins[15].
- ancien presbytère[26]
- prieuré Sainte-Madeleine (ancien)[27]
- une maison du XIXe siècle[28]
- deux manoirs[29],[30]
- deux châteaux[31],[32]
- une ferme[33]

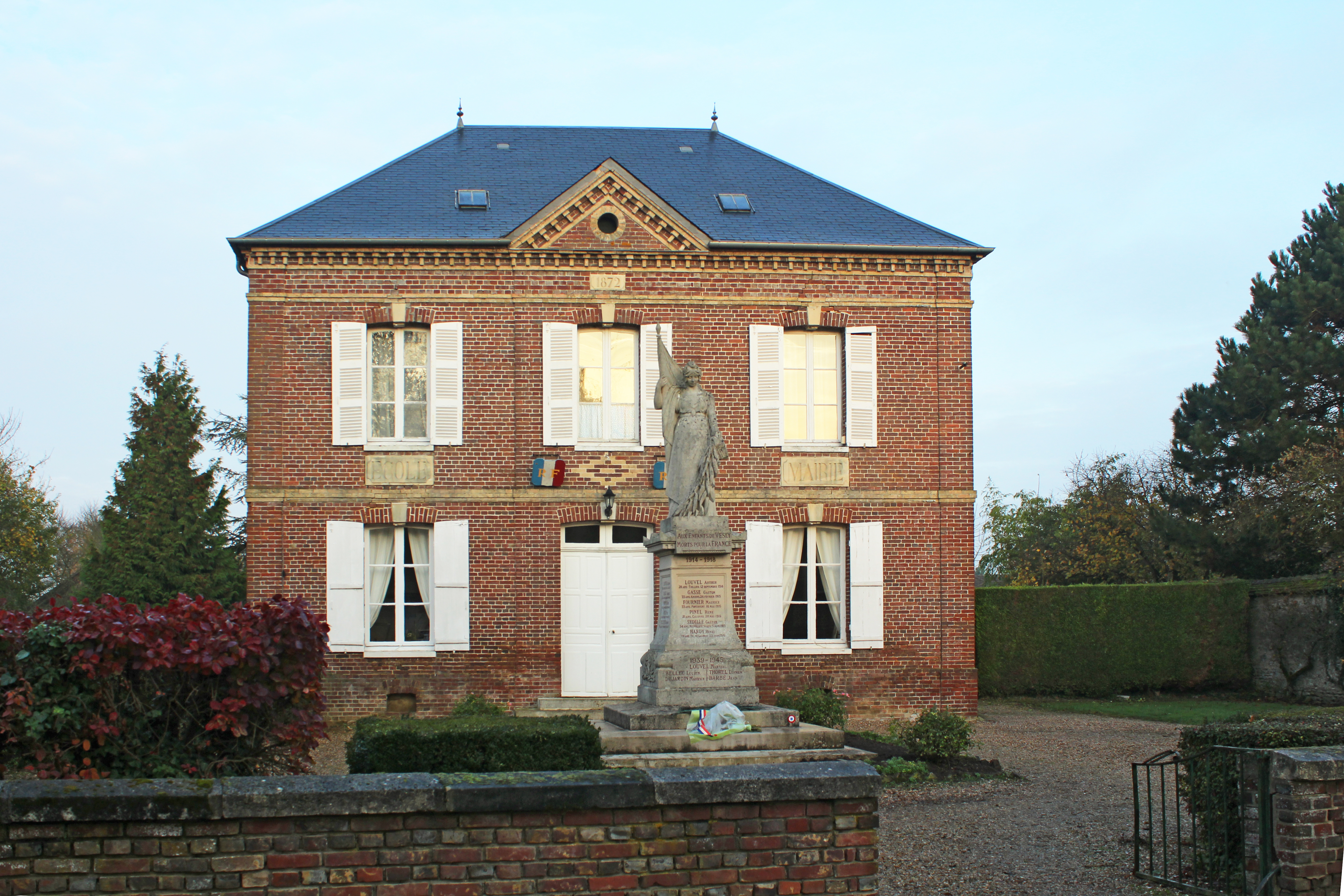
Mairie.
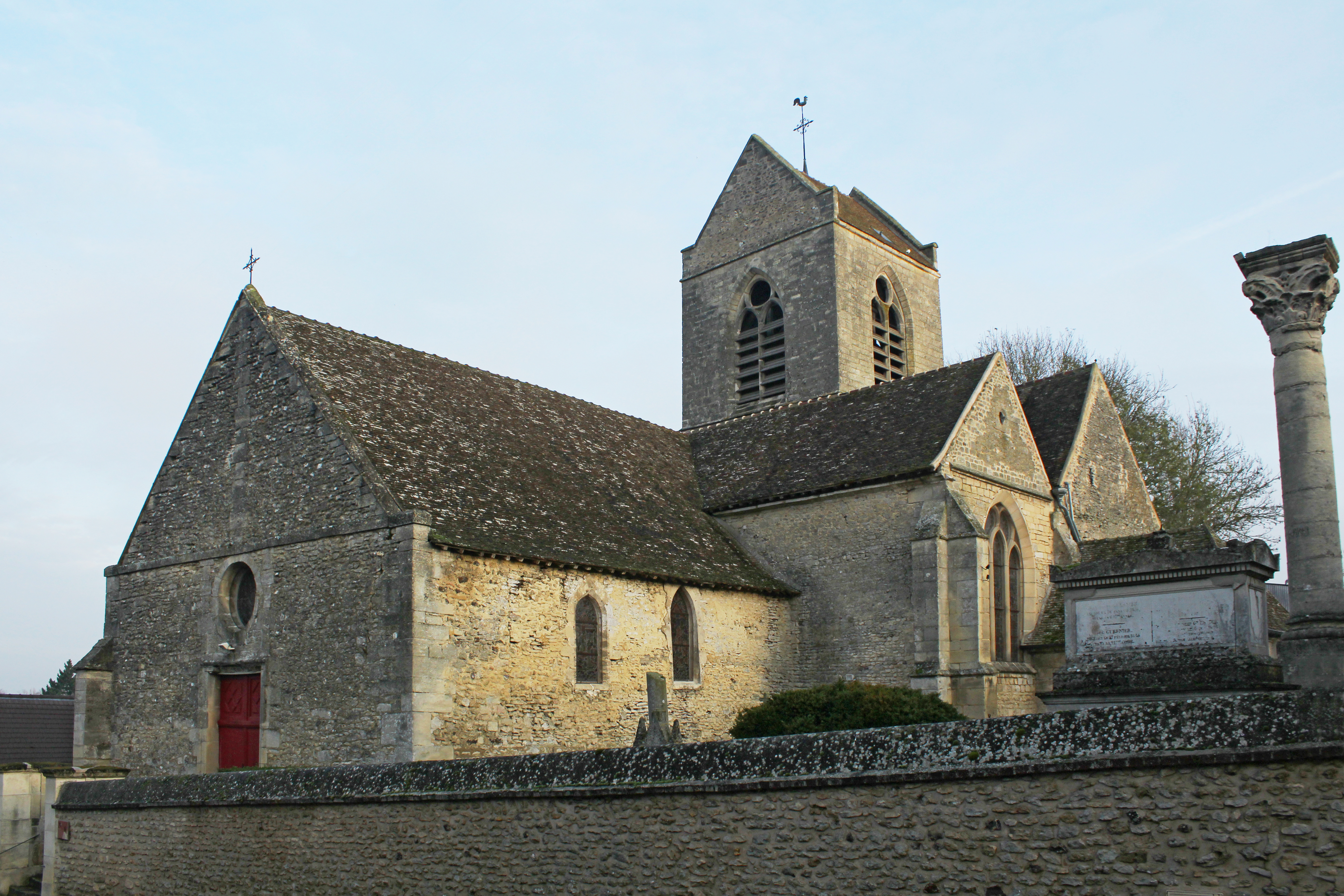
Église Saint-Maurice  Inscrite MH.
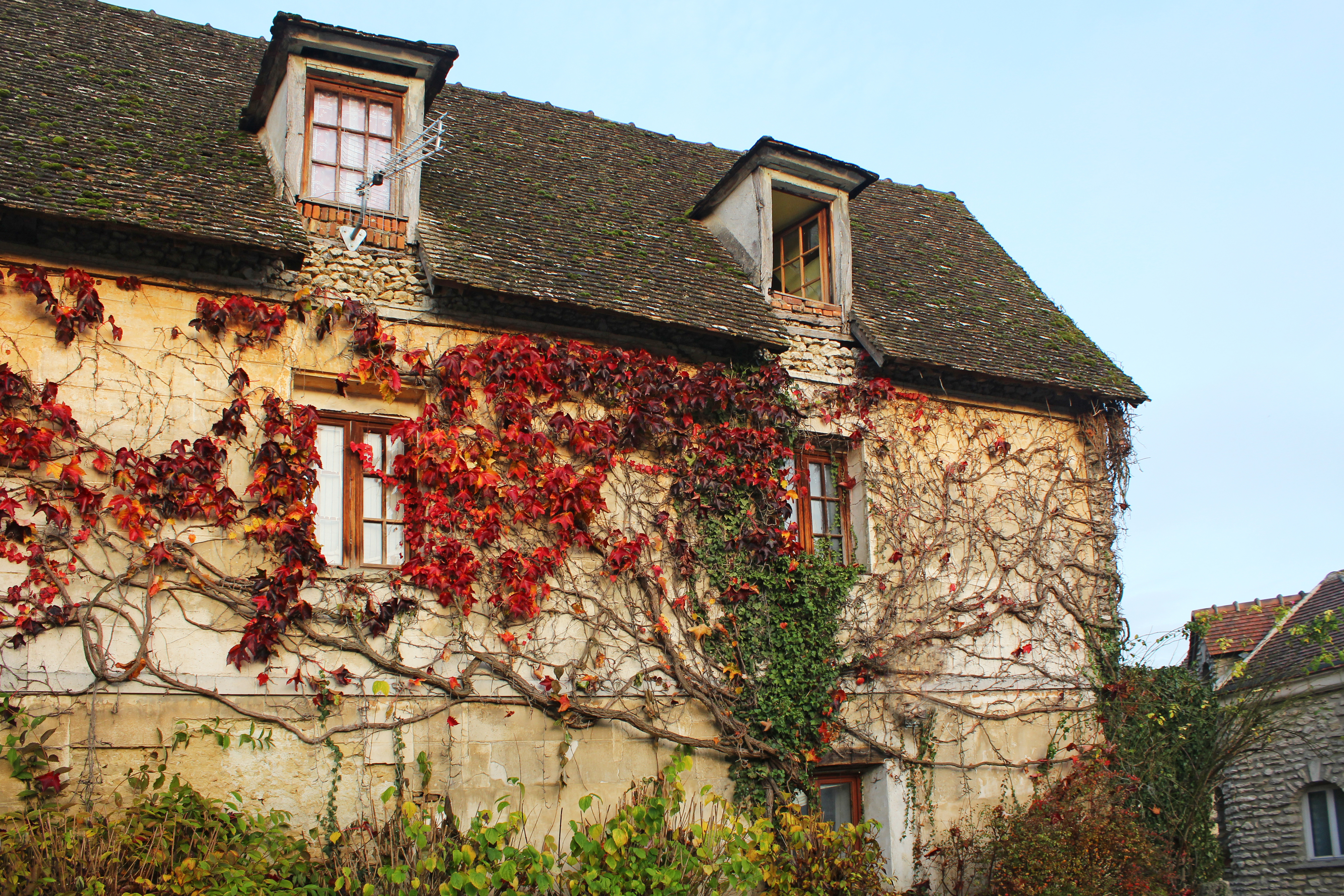
Maison ancienne.

### Personnalités liées à la commune
- Famille Jubert, seigneurs de Vesly

### Héraldique
| Blason de Vesly | Blason  | D'azur au Verseau d'argent symbolisant une source, surmonté à senestre d'une bannière de Saint Maurice d'argent à la croix de gueules, au franc-quartier du même chargé de deux léopards d'or, armés et lampassés du champ, passant l'un sur l'autre. |
| Blason de Vesly | Détails | Les deux léopards d'or sur champ de gueules rappellent les armes de la Normandie. |

### Cartes
1. ↑  « Réseau hydrographique de Vesly » sur Géoportail (consulté le 16 avril 2025).